# Selección de fútbol sub-20 de Yugoslavia
La selección de fútbol sub-20 de Yugoslavia era el equipo que representaba a aquel país en la Copa Mundial de Fútbol Sub-20, y era controlada por la Asociación de Fútbol de Yugoslavia.

## Historia
La selección dejó de existir en 1993, cuando Yugoslavia se disolvió en:
- Bosnia y Herzegovina (1993-hoy)
- Croacia (1990-hoy)
- Eslovenia (1992-hoy)
- Macedonia (1993-hoy)
- Yugoslavia (1993-2003). Esta selección pasaría a ser Serbia y Montenegro entre el 2003 y 2006, la cual fue disuelta para dar origen a:
- Serbia (2006-hoy)
- Montenegro (2006-hoy)

Sin embargo, solo la selección de Croacia ha clasificado a los mundiales sub-20 en tres ocasiones (1999, 2011 y 2013) junto con la Serbia, en la edición de 2015, obteniendo el título. 
Actualmente la FIFA reconoce a Serbia como el sucesor de Yugoslavia, con lo que los logros de Yugoslavia le corresponden a Serbia.

## Palmarés
- Mundial Sub-20: 1

1987

## Estadísticas

### Mundial Sub-20
| Año   | Ronda          | J            | G            | E            | P            | GF           | GC           |
| ----- | -------------- | ------------ | ------------ | ------------ | ------------ | ------------ | ------------ |
| 1977  | No clasificó   | No clasificó | No clasificó | No clasificó | No clasificó | No clasificó | No clasificó |
| 1979  | Fase de grupos | 3            | 1            | 0            | 2            | 5            | 3            |
| 1981  | No clasificó   | No clasificó | No clasificó | No clasificó | No clasificó | No clasificó | No clasificó |
| 1983  | No clasificó   | No clasificó | No clasificó | No clasificó | No clasificó | No clasificó | No clasificó |
| 1985  | No clasificó   | No clasificó | No clasificó | No clasificó | No clasificó | No clasificó | No clasificó |
| 1987  | Campeón        | 6            | 5            | 1            | 0            | 17           | 6            |
| 1989  | No clasificó   | No clasificó | No clasificó | No clasificó | No clasificó | No clasificó | No clasificó |
| 1991  | No clasificó   | No clasificó | No clasificó | No clasificó | No clasificó | No clasificó | No clasificó |
| 1993  | No clasificó   | No clasificó | No clasificó | No clasificó | No clasificó | No clasificó | No clasificó |
| Total | 2/9            | 9            | 6            | 1            | 2            | 22           | 9            |

## Jugadores

### Jugadores destacados
| Nombre            | Posición | Youth World Cup | World Cup(s)                       | Ref         |
| ----------------- | -------- | --------------- | ---------------------------------- | ----------- |
| Tomislav Ivković  | ARQ      | 1979            | 1990 (YUG)                         | [ 2 ]       |
| Ivan Pudar        | ARQ      | 1979            | 1982 (YUG)                         | [ 3 ] [ 4 ] |
| Zvonko Živković   | DEL      | 1979            | 1982 (YUG)                         | [ 4 ] [ 5 ] |
| Ivan Gudelj       | MED      | 1979            | 1982 (YUG)                         | [ 6 ]       |
| Dragoje Leković   | ARQ      | 1987            | 1990 (YUG), 1998 (FRY)             | [ 7 ] [ 8 ] |
| Branko Brnović    | DEF      | 1987            | 1998 (FRY)                         | [ 9 ]       |
| Robert Jarni      | DEF      | 1987            | 1990 (YUG), 1998 (CRO), 2002 (CRO) | [ 10 ]      |
| Igor Štimac       | DEF      | 1987            | 1998 (CRO)                         | [ 11 ]      |
| Zvonimir Boban    | MED      | 1987            | 1998 (CRO)                         | [ 12 ]      |
| Robert Prosinečki | MED      | 1987            | 1990 (YUG), 1998 (CRO), 2002 (CRO) | [ 13 ]      |
| Predrag Mijatović | DEL      | 1987            | 1998 (FRY)                         | [ 14 ]      |
| Davor Šuker       | DEL      | 1987            | 1990 (YUG), 1998 (CRO), 2002 (CRO) | [ 15 ]      |

Simbología:
- YUG – Yugoslavia
- CRO – Croatia
- FRY – República Federal de Yugoslavia

### Más Goles
| # | Nombre                 | Goles | Torneo | Refs          |
| - | ---------------------- | ----- | ------ | ------------- |
| 1 | Davor Šuker            | 6     | 1987   | [ 15 ] [ 16 ] |
| 2 | Zvonimir Boban         | 3     | 1987   | [ 12 ]        |
| 2 | Predrag Mijatović      | 3     | 1987   | [ 14 ]        |
| 4 | Nedeljko Milosavljević | 2     | 1979   | [ 17 ]        |
| 4 | Haris Smajić           | 2     | 1979   | [ 18 ]        |
| 4 | Igor Štimac            | 2     | 1987   | [ 11 ]        |
| 7 | Branko Brnović         | 1     | 1987   | [ 9 ]         |
| 7 | Marko Mlinarić         | 1     | 1979   | [ 19 ]        |
| 7 | Robert Prosinečki      | 1     | 1987   | [ 13 ]        |
| 7 | Ranko Zirojević        | 1     | 1987   | [ 20 ]        |